# Raphaelskirche (Cleebronn)

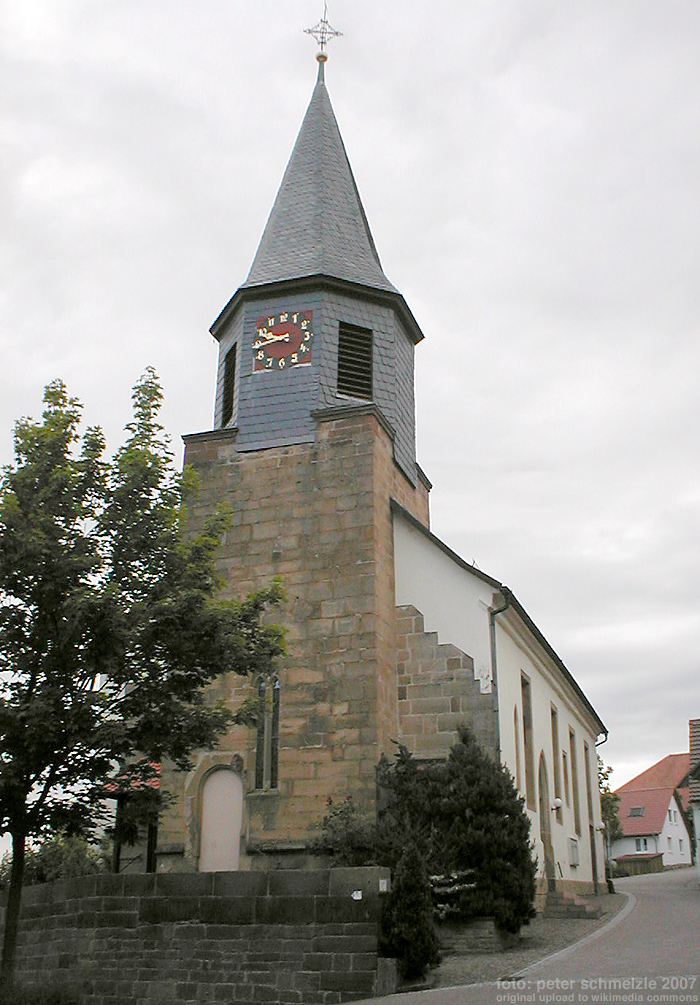
Raphaelskirche in Cleebronn

Die Raphaelskirche in Cleebronn im Landkreis Heilbronn im nördlichen Baden-Württemberg ist seit dem 14. Jahrhundert urkundlich bezeugt und seit 1479 die Pfarrkirche des Ortes.

## Geschichte
Die Kirche geht auf eine 1351 urkundlich belegte Raphaelskapelle zurück, deren Patronatsrecht beim Kloster Kirbach lag. Die Kirche befindet sich im einst württembergischen Teil des Ortes und wurde von Graf Eberhard im Bart 1479 zur Pfarrkirche erhoben. Für den mainzischen Teil Cleebronns gab es zu jener Zeit noch eine eigene Liebfrauenkapelle. 1535 wurden beide Ortsteile reformiert, ab 1558 war der württembergische Pfarrer an der Raphaelskirche für beide Ortsteile zuständig. Formell eingepfarrt wurden die Bewohner des mainzischen Ortsteils jedoch erst im Jahr 1736.

## Beschreibung

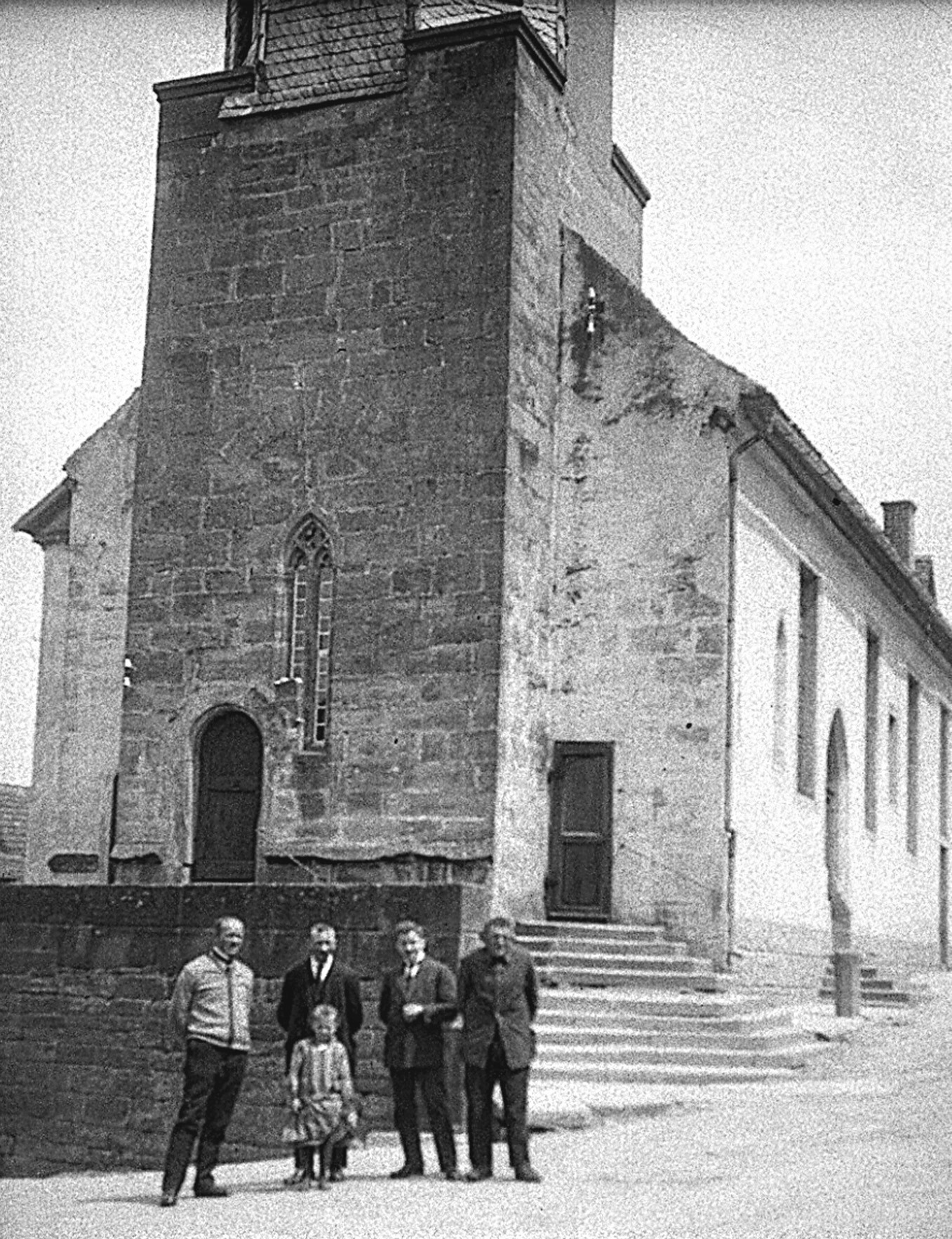
Raphaelskirche in Cleebronn an Himmelfahrt 1927 (Vor der Restaurierung des Chors usw.)

Die Kirche weist einen nach Westen ausgerichteten Chorturm auf, dessen Sockelgeschoss von einem Kreuzgewölbe überspannt war und der gemäß Baubefunden wohl aus dem 13. Jahrhundert stammt. Der nach Osten angebaute Kapellenraum und das Maßwerkfenster des Chorturms stammen aus der Zeit der Gotik. Das Langhaus wurde mehrfach erweitert: 1608 wurde es nach Osten verlängert, 1706/07 nach Norden verbreitert. Die Kirche erfuhr im Inneren verschiedene Umgestaltungen, wobei im 18. Jahrhundert das Gewölbe des Turmchors verlorenging und die großen Fenster in die Seitenwände eingebrochen wurden. Der verschieferte Fachwerkaufbau des Turms wurde 1787 errichtet. Im Jahr 1900 wurden der Chor vermauert, die Emporen teilweise entfernt und die Kirche neugotisch ausgemalt. Bei der letzten umfassenden Restaurierung im Jahr 1992 hat man diese Eingriffe größtenteils wieder rückgängig gemacht, indem man den Chor wieder öffnete, das fehlende Kreuzgewölbe durch ein Stuckgewölbe ersetzte und die Kirche wieder weiß ausmalte. 1992 wurden ebenfalls die meisten der heutigen Ausstattungsgegenstände wie Altar, Kanzel und Taufstein neu beschafft. Das Buntglasfenster der Kirche stammt von Anne-Dore Kunz-Saile, das einen Engel zeigende Tafelbild von Isolde Schlösser. Die historische Ausstattung beschränkt sich im Wesentlichen auf das hölzerne Altarkruzifix aus dem 18. Jahrhundert.

## Glocken
Bis zum Jahr 1901 hingen im Turm der Kirche zwei sehr alte Glocken. Die größere wies eine Inschrift mit den Namen der Evangelisten auf, die kleinere Glocke war gemäß einer Inschrift im Jahr 1452 gegossen worden. 1901 wurden die alten Glocken durch ein dreistimmiges Geläut der Gießerei G. A. Kiesel in Heilbronn ersetzt. Die Bronzeglocken mit Durchmessern von 73, 88 und 101 cm hatten die Schlagtöne c‘‘, a‘ und f‘ und wogen zwischen 200 und 700 kg. Die beiden größeren Glocken mussten jedoch bereits 1917 wieder zu Rüstungszwecken abgeliefert werden. 1919 kam als Ersatz eine Bronzeglocke der Glockengießerei Bachert in Kochendorf mit Nominalton a‘, einem Durchmesser von 90 cm und einem Gewicht von 380 kg. Eine Stahlglocke mit dem Schlagton a‘‘ vervollständigte das dreistimmige Geläut. Die von Philipp Hörz in Ulm gelieferte Stahlglocke hatte einen Durchmesser von 55 cm und ein Gewicht von 62 kg. 1921 wurde die Stahlglocke durch eine dritte Bronzeglocke ersetzt. Diese wurde bei Bachert in Kochendorf gegossen, hatte den Schlagton f‘, einen Durchmesser von 112 cm und ein Gewicht von 763 kg. Im Zweiten Weltkrieg mussten erneut die beiden größeren Glocken abgeliefert werden, so dass im Turm nur noch die kleine Kiesel-Glocke von 1901 verblieb. 
1948 wurde schließlich ein neuer dreistimmiger Glockensatz bei der Glockengießerei Bachert in Heilbronn gegossen. Aus klanglichen Gründen wurde 1955 die mittlere dieser Glocken gegen eine andere, ebenfalls bei Bachert gegossene Glocke ausgetauscht.
- Die Schied- und Betglocke (1948) hat den Schlagton fis‘, einen Durchmesser von 112 cm und ein Gewicht von 815 kg. Ihre Inschrift erinnert an die in den Jahren 1939 bis 1945 gefallenen und vermissten Söhne des Ortes.
- Die Zeichen- oder Christusglocke (1955) hat den Schlagton a‘, einen Durchmesser von 91,5 cm und ein Gewicht von 470 kg.
- Die Taufglocke (1948) hat den Schlagton h‘, einen Durchmesser von 83 cm und ein Gewicht von 325 kg.[2]